# HD 128068
HD 128068，又名CD-45 9293，SAO 225054、HR 5444，是一颗恒星，视星等为5.55，位于銀經321.2，銀緯12.87，其B1900.0坐标为赤經14h 29m 46.1s，赤緯-45° 12.87′ 31″。